# Stelis septella
Stelis septella är en orkidéart som beskrevs av Carlyle August Luer. Stelis septella ingår i släktet Stelis och familjen orkidéer. Inga underarter finns listade i Catalogue of Life.